# Râul Ghezaș
Râul Ghezaș este un curs de apă, afluent al râului Pârâu. 

## Hărți
- Harta munții Apuseni